# سارة كونراد (متزلجة)
سارة كونراد هي متزلجة كندية، ولدت في 9 مارس 1985 في هاليفاكس في كندا.

## وصلات خارجية
- سارة كونراد على موقع الاتحاد الدولي للتزلج (ركوب لوح الثلج) (الإنجليزية)
- سارة كونراد على موقع اللجنة الأولمبية الدولية (الإنجليزية)
- سارة كونراد على موقع أوليمبيديا (الإنجليزية)
- سارة كونراد على موقع اللجنة الأولمبية الكندية (الإنجليزية)